# Tersilochus ungularis
Tersilochus ungularis är en stekelart som beskrevs av Horstmann 1981. Tersilochus ungularis ingår i släktet Tersilochus och familjen brokparasitsteklar. Inga underarter finns listade i Catalogue of Life.